# Andrée Clément
Pour les articles homonymes, voir Clément et Boyer.
Andrée Clément est une actrice française, née Andrée Louise Boyer le 7 août 1918 à Marseille, et morte le 31 mai 1954 à Paris 4e.

## Biographie
Elle fait des études secondaires à Marseille et à Alger. Recalée au concours d'entrée au Conservatoire, elle suit des cours de théâtre. Ses professeurs sont Fernand Ledoux et Jean-Louis Barrault. Elle fait partie de la troupe du Théâtre de Poche. Après avoir débuté au cinéma en 1943 dans un court-métrage, elle joue la même année dans Les Anges du péché de Robert Bresson et dans Premier de cordée de Louis Daquin. Jusqu’en 1954, elle figure dans quatorze films, trouvant son meilleur rôle dans Dieu a besoin des hommes de Jean Delannoy (1949). Elle prête sa voix au film Le Mystère du Folgoët de Brittia-Films. Au théâtre, elle se produit notamment dans le Dom Juan mis en scène par Louis Jouvet en 1947 et dans Ardèle ou la Marguerite en 1948.
Elle refuse une proposition d'Hollywood de tourner dans un film de William Dieterle et part pendant plusieurs mois au Pays basque pour soigner ses poumons. Elle apparait encore à l'écran dans l'un des sketches de Destinées de Jean Delannoy, aux côtés de Michèle Morgan (1952), et dans La Vierge du Rhin de Gilles Grangier, avec Jean Gabin (1953).
Elle meurt en 1954 des suites d'une affection pulmonaire (tuberculose), à l'âge de 35 ans.
Elle fut inhumée au cimetière parisien de Thiais et sa tombe est reprise en 2005.

### Vie privée
Andrée Clément se marie en 1939 et a une fille, Dominique Clément, née après la mort de son père. En juin 1940, son mari, lieutenant d'infanterie, est tué pendant la bataille de France, drame dont elle ne se remettra jamais tout à fait.

## Filmographie
- 1943 : Les Anges du pêché de Robert Bresson : Sœur Élisabeth
- 1943 : Premier de cordée de Louis Daquin : Suzanne Servettaz
- 1946 : Fille du diable de Henri Decoin : Isabelle
- 1946 : La Symphonie pastorale de Jean Delannoy : Piette Castéran
- 1946 : Macadam de Marcel Blistène : Simone
- 1946 : Coïncidences de Serge Debecque : Françoise
- 1947 : Bethsabée de Léonide Moguy : Évelyne, la fille du colonel
- 1947 : Une grande fille toute simple de Jacques Manuel : Esther
- 1949 : La Soif des hommes de Serge de Poligny : Alice
- 1949 : Dieu a besoin des hommes de Jean Delannoy
- 1952 : Suivez cet homme de Georges Lampin : Arlette Génod
- 1952 : Destinées de Jean Delannoy : La mère
- 1953 : La Vierge du Rhin de Gilles Grangier : Anna Berg

## Théâtre
- 1941 : La farce des filles à marier de Jean Vilar, mise en scène André Clavé, tournée théâtrale avec la compagnie des Comédiens de La Roulotte, en Anjou, Sarthe, Mayenne, Morvan, avec Jean Vilar (pour la 1re fois sur scène), Jean Desailly, François Darbon : Scholastique
- 1946 : Renaud et Armide de Jean Cocteau, théâtre Royal des Galeries de Bruxelles
- 1947 : Dom Juan de Molière, mise en scène Louis Jouvet, Théâtre de l'Athénée
- 1948 : Ardèle ou la Marguerite de Jean Anouilh, mise en scène Roland Piétri, Comédie des Champs-Élysées